# Разгром ихэтуаней в Северной и Центральной Маньчжурии
Разгром ихэтуаней в Северной и Центральной Маньчжурии — военные действия во время восстания ихэтуаней, связанные с действиями русских войск по восстановлению контроля над линией Китайско-Восточной железной дороги (КВЖД).

## Ход событий
Когда в июне 1900 года начались нападения ихэтуаней на КВЖД, то российские граждане с участков западнее Цицикара выехали в Россию, а с участков между Цицикаром и Харбином — в Харбин. На восточном участке строящейся КВЖД, с трёх западных участков, служащие и охрана отступили в Харбин, а российские подданные с участков от Вэйшахэ до Муданьцзяна — к Муданьцзяну. В связи с тем, что русские войска вступили в Маньчжурию и заняли дорогу до реки Муданьцзян, то участок Муданьцзян — Пограничная остался под российским контролем, хотя работы на нём и были приостановлены.
9 июля хэйлунцзянский губернатор Шоу Шань по собственной инициативе объявил войну России. Сконцентрировавшиеся в Харбине русские войска и части Охранной стражи КВЖД заняли оборону города.
В конце июня 1900 года на российской территории был сформирован отряд Орлова в составе 3814 штыков, 1205 сабель и 6 орудий. 12 июля отряд Орлова с ходу занял пограничную станцию Далайнор, а 16 июля с боем взял станцию Ошунь. На следующий день к обеим сторонам подошли подкрепления и после окончательного разгрома китайских войск под руководством инженера Н. Н. Бочарова начались восстановительные работы на станции Маньчжурия.
21 июля русские войска с боем заняли Хайлар, а в конце июля — Якэши. 11 августа русские штурмом овладели Хинганским перевалом, а 15 августа заняли Чжаланьтунь.
24 июля из района Благовещенска на Цицикар выступил отряд Ренненкампфа из четырёх сотен казаков при двух орудиях. 4 августа отрядом Ренненкампфа был взят Мэргэнь, а 15 августа он подошёл к Цицикару, но китайские войска не приняли боя и отошли на юг. 16 августа отряд Ренненкампфа вошёл в Цицикар, а 20 августа к городу подошёл и отряд Орлова.
Тем временем, 21 июля был деблокирован Харбин: туда на пароходах прибыл Хабаровский отряд под командованием генерала Сахарова, а утром следующего дня к городу подошли две сотни охранной стражи под командованием полковника Денисова. 19 августа Сахаров двинул войска на запад к Цицикару, но остановился, узнав о том, что город занят отрядами Ренненкампфа и Орлова. В результате, к концу августа почти вся Северная Маньчжурия была оккупирована русскими войсками. Главным опорным пунктом китайцев оставался город Гирин.
23 августа командующим Приамурским военным округом Гродековым был утверждён план наступления на Гирин. Со стороны Цицикара выступил отряд Ренненкампфа в составе одного пешего полка, пяти с половиной сотен казаков и одной артиллерийской батареи; за ним шла 1-я бригада Сибирской казачьей дивизии. От Нингута и Хуньчуня двигался отряд в составе 6 батальонов и 10 сотен казаков при 36 орудиях под командованием генерала Айгустова. Из Харбина вышел отряд Сахарова в составе 7 батальонов, 5 сотен казаков и 26 орудий. Все эти войска должны были поступить под командование генерала Каульбарса, выехавшего из Хабаровска 29 августа.
Штурм Гирина планировался на 5 октября. Однако отряд Ренненкампфа, по пути из Цицикара занявший Бодунэ и Куаньчэнцзы, 10 сентября без боя занял Гирин, гарнизон которого не оказал сопротивления. В городе было захвачено полторы тысячи пленных, 81 орудие и 900 пудов серебра.